# Lalla Romano
Graziella Romano, detta Lalla (Demonte, 11 novembre 1906 – Milano, 26 giugno 2001), è stata una poetessa, scrittrice, giornalista e aforista italiana.

## Biografia
Nata in un'antica famiglia piemontese, ha come primo grande amore la pittura, cui si dedica fin dall'adolescenza con grande partecipazione e passione. La scrittrice è la pronipote del grande matematico Giuseppe Peano, infatti sua madre Giuseppina Peano è figlia di Michele Peano, fratello maggiore di Giuseppe.. La famiglia materna era molto numerosa, il nonno Michele e la nonna Giuseppina Pellegrino ebbero ben sette figli: Michele, Alessio, Carmelo, Giuseppina, Carola, Caterina e Maria. Lo zio Alessio sposò Frieda von Kleudgen, figlia del pittore Friederich von Kleudgen.
Dopo la maturità classica, conseguita presso il liceo Silvio Pellico di Cuneo, s'iscrisse all'Università di Torino, dove frequentò i corsi di Lionello Venturi (che per il suo carattere spigoloso la chiama scherzosamente "Cardo selvatico"), Annibale Pastore e Ferdinando Neri. Ha come amici e compagni Mario Soldati, Franco Antonicelli, Carlo Dionisotti, Arnaldo Momigliano e Cesare Pavese, dal quale rimane molto colpita, definendolo nel suo diario "un giovane occhialuto, pallido, magro". Si lega sentimentalmente al sanremese Giovanni Ermiglia, al quale dedicherà numerose poesie che andranno a comporre la raccolta postuma Poesie per Giovanni.
Per anni il racconto e il romanzo non rientrano, come forma letteraria, nei suoi progetti artistici, e il "maestro" Lionello Venturi, com'era definito nell'ambiente universitario, le suggerisce di iscriversi alla scuola di pittura di Felice Casorati. Lalla frequenta la scuola e contemporaneamente lo studio del pittore Giovanni Guarlotti, dove inizia ad occuparsi di critica d'arte, e compie numerosi viaggi a Parigi, dove rimane affascinata e molto colpita dai fermenti culturali e pittorici del quartiere latino.
Nel 1928 si laurea a pieni voti in lettere con una tesi sui poeti del dolce stil novo. Per un breve periodo dirige la Biblioteca civica di Cuneo, in seguito si trasferisce con il marito, Innocenzo Monti, e con il figlio a Torino, dove insegna storia dell'arte nelle scuole medie, coltivando sempre la sua passione per la poesia e la pittura. Diversi suoi quadri sono esposti in mostre collettive.
Durante la seconda guerra mondiale torna a vivere presso la madre a Cuneo. Legata politicamente a Livio Bianco e al movimento Giustizia e Libertà, prende parte attiva alla Resistenza e s'impegna nei "Gruppi di difesa della donna". Eugenio Montale, con un giudizio positivo sui suoi versi, la incoraggia a pubblicare alcune sue poesie e il 1941 segna il suo esordio come poetessa con la raccolta Fiore, pubblicata da Frassinelli dopo il rifiuto della Einaudi. La Romano, a dimostrazione del suo carattere riservato, chiuso ma anche molto determinato, invia una copia fresca di stampa all'editore Giulio Einaudi, con dedica "a chi non ha voluto stampare questo libro". Questo lato del carattere severo, rigoroso, introverso, portato a scavare nell'intimo, diventa l'impronta più specifica del suo percorso letterario. Nel frattempo Pavese le commissiona la traduzione dei Tre racconti di Gustave Flaubert (1943).
Nel dopoguerra raggiunge a Milano il marito, diventato nel frattempo un alto funzionario della Banca Commerciale. Qui riprende a insegnare, inizia a scrivere opere di narrativa e, nel 1951 pubblica Le metamorfosi, una serie di brevi testi in prosa dedicati alla descrizione di sogni. Nel 1953 e nel 1957 pubblica i suoi due primi romanzi. Il primo, Maria, storia di un complicato rapporto serva-padrona, ottiene un notevole successo di critica. Viene salutato da Gianfranco Contini come un piccolo capolavoro, ma il libro è stranamente stroncato da Pavese (nel 1950), stufo morto, a suo dire, di leggere storie di donne di servizio. Nel secondo, Tetto murato, la protagonista è Ada, una donna di forte moralità. Nel 1953 pubblica anche una raccolta di poesie, L'autunno, e nel 1960 un libro di viaggio dal titolo Diario di Grecia.
Romano, donna dal carattere chiuso e introverso, conduce un'esistenza schiva e molto appartata, con scarsi contatti con il mondo intellettuale e letterario; la sua narrativa, spesso autobiografica, descrive rapporti familiari non privi d'asprezze, reticenze e mezze verità tipiche della buona borghesia settentrionale, ne La penombra che abbiamo attraversato, pubblicato nel 1964, rievoca l'infanzia vissuta nella campagna cuneese e la morte della madre.
L'opera che rivela la scrittrice al grande pubblico è il romanzo Le parole tra noi leggere, che ottiene il Premio Strega nel 1969, il cui titolo è tratto da un verso di Montale. In esso Romano descrive e analizza il rapporto con suo figlio, ragazzo difficile e ribelle, asociale e anticonformista. Il libro riscuote un notevole successo, forse anche perché tratta i temi propri della rivolta giovanile, particolarmente sentiti in quel periodo.
Il protagonista del romanzo L'ospite (1973) è ancora un bambino, trascinato nelle complicazioni di un matrimonio fallito, e il tema del matrimonio è anche filo conduttore del romanzo Inseparabile: il linguaggio incisivo ed efficace entusiasma tanto Pier Paolo Pasolini, che elogia Lalla Romano per la sua prosa.
Scrittrice infaticabile, contemporaneamente alle pubblicazioni dei libri, svolge anche un'intensa attività giornalistica in diversi quotidiani, da Il Giorno, Il Corriere della sera a Il Giornale Nuovo.
Nel 1976 compie anche una breve incursione nella politica attiva, venendo eletta consigliera comunale a Milano come indipendente del partito comunista italiano, ma dopo poco tempo si dimette, delusa e annoiata. Libera ormai dagli impegni politici, in quel periodo al centro dei suoi interessi ci sono, come lei li chiama, i "misteriosi anni venti", che, nelle intenzioni della scrittrice, doveva essere il titolo del libro Una giovinezza inventata: un viaggio della memoria, nei ricordi della sua infanzia, una specie di ideale continuazione del libro Le parole tra noi leggere.
Ancora una volta, la scrittrice procede a ritroso nel tempo e racconta la propria giovinezza, la malinconia, l'amore, i disagi, le difficoltà legate alla condizione femminile nel suo romanzo "più autobiografico e più romanzesco". È anche la storia dell'"educazione sentimentale" di Romano (non è un caso che a suo tempo avesse tradotto il celebre romanzo di Gustave Flaubert), dove si racconta l'intellettuale travolgimento per la pittura, i rapimenti sentimentali per Antonicelli, la fatica di crescere, l'attrazione per il sesso, le amicizie femminili.
Nel 1986, dopo la scomparsa del marito, inizia per l'infaticabile, tenace ed anticonformista scrittrice una nuova vita: conosce un giovane fotografo e giornalista, Antonio Ria, che sarà il compagno di vita e di lavoro degli ultimi tempi. Nonostante la differenza di età li accomuna l'amore per l'arte sotto tutti i profili, sia umani ed esistenziali che progettuali. Con lui pubblica, primo di una serie di volumi con fotografie, La treccia di Tatiana.
Pubblica nel 1987 Nei mari estremi, dove rievoca la sua vita coniugale, a cui fa seguire Un sogno del Nord (1989), Le lune di Hvar (1991) e Un caso di coscienza (1992). Queste opere sono destinate a rafforzare l'immagine di Romano romanziera impietosa, a volte crudele narratrice dei vizi della borghesia italiana, che si riscatta dai perduranti sensi di colpa tramite aforismi ed un personale, specifico modo di scrivere.
Negli ultimi anni continua a scrivere e, nonostante una progressiva malattia agli occhi la consegni ad una cecità quasi totale, assistita amorevolmente dal suo compagno Antonio Ria, lascia incompiuto nel gennaio del 2001, dopo una lunga stesura iniziata a marzo del 2000, Diario ultimo. Il libro sarà poi pubblicato postumo, a cura di Antonio Ria, nel 2006, ovvero nel centenario della nascita della scrittrice.
Dopo pochi mesi muore, il 26 giugno 2001, a Milano, nella sua amata casa di via Brera 17. La salma fu poi tumulata nel cimitero di Demonte. A lei sono dedicate una strada a Borgo san Dalmazzo di Cuneo, una a Lecce e la biblioteca comunale di Castagnole Piemonte.

## Spazio Lalla Romano
Presso il Palazzo Borelli di Demonte dalla fine del 2008 è stato aperto lo "Spazio Lalla Romano". Il progetto "Spazio Lalla Romano" prevede, oltre alla mostra permanente, il trasferimento della biblioteca civica di Demonte (con intitolazione all'artista), un laboratorio didattico e la realizzazione di un centro studi sul paesaggio.
Lo spazio occuperà anche il secondo piano e alcuni locali limitrofi, presenta dipinti e disegni dell'artista, una ricostruzione fotografica della sua libreria milanese di via Brera, le copertine delle sue opere letterarie, la mostra fotografica di Alessandro Vicario Paesaggi d'assenza. Sulle tracce di Lalla Romano e un documentario realizzato dall'associazione culturale Libre di Torino, Ritorno a Ponte Stura, che rivisita i luoghi nativi della scrittrice basandosi su testi letterari.

## Riconoscimenti
- A lei sono dedicate una strada a Borgo San Dalmazzo di Cuneo, una a Lecce e la biblioteca comunale di Castagnole Piemonte.
- La sua casa di Milano, in Via Brera 17, è stata trasformata in un museo.[9]

## Opere

### Raccolte
- Opere, a cura di Cesare Segre, 2 voll., Milano, Meridiani Mondadori, 1991-1992

### Narrativa e memorie
- Le metamorfosi, Torino, Einaudi, 1951 (collana I gettoni, n. 2); Milano, Mondadori, 1986
- Maria, Torino, Einaudi, 1953
- Tetto murato, Torino, Einaudi, 1957
- Diario di Grecia, Padova, Rebellato, 1960; Torino, Einaudi, 1974
- L'uomo che parlava solo, Torino, Einaudi, 1961; Milano, Mondadori, 1995
- La penombra che abbiamo attraversato, Torino, Einaudi, 1964; Milano, Mondadori, 1972
- Le parole tra noi leggere, Torino, Einaudi, 1969; Milano, Mondadori, 2015
- L'ospite, Torino, Einaudi, 1973; Milano, Mondadori, 2000; Torino, Lindau, 2016
- La villeggiante, Torino, Einaudi,1975; con il titolo Pralève, Torino, Einaudi, 1978
- Una giovinezza inventata, Torino, Einaudi, 1979
- Lo stregone, Torino, Stampatori, 1979; Milano, Mondadori, 1986 (due racconti per ragazzi)
- Inseparabile, Torino, Einaudi, 1981; Milano, Mondadori, 1986; Torino, Lindau, 2017
- Nei mari estremi, Milano, Mondadori, 1987; Torino, Einaudi, 2000
- Un sogno del Nord, Torino, Einaudi, 1989 Premio Procida-Isola di Arturo-Elsa Morante[10]
- Le lune di Hvar, Torino, Einaudi, 1991
- Un caso di coscienza, Torino, Bollati Boringhieri, 1992; ora in Due racconti, Torino, Lindau, 2017
- Minima personalia : né rimorsi né rimpianti, Firenze, Leo S. Olschki, 1994
- Ho sognato l'Ospedale, Genova, Il melangolo, 1995; ora in Due racconti, Torino, Lindau, 2017
- In vacanza col buon samaritano, Torino, Einaudi, 1997
- L'eterno presente. Conversazione con Antonio Ria, Torino, Einaudi, 1998
- Dall'ombra, Torino, Einaudi, 1999
- La villeggiante e altri racconti, Milano, Mondadori, 2001
- Diario di Grecia, Le lune di Hvar e altri racconti di viaggio, Torino, Einaudi, 2003
- Diario ultimo, Torino, Einaudi, 2006
- Vetan, Liaison editrice, Courmayeur, 2008
- Pralève e altri racconti di montagna, Torino, Lindau, 2017 (comprende A Cheneil d'autunno, Profili di pietra, Vetan)

### Romanzi per immagini
- Lettura di un'immagine, Torino, Einaudi, 1975
- Romanzo di figure : lettura di un'immagine, Torino, Einaudi, 1986
- La treccia di Tatiana, Torino, Einaudi, 1986
- Nuovo romanzo di figure, Torino, Einaudi, 1997
- Ritorno a Ponte Stura, Torino, Einaudi, 2000

### Poesia
- Fiore, Torino, Frassinelli, 1941
- L'autunno, con note di Carlo Bo, Milano, Edizioni della meridiana, 1955
- Giovane è il tempo, Torino, Einaudi, 1974
- Poesie, Torino, Einaudi, 2000 (contiene Fiore, L'Autunno e Giovane è il tempo)
- Poesie per il Sig. E. Montale; seguite da Parole ultime, a cura di A. Ria, Einaudi, Torino 2001
- Poesie (forse) utili, Novara, Interlinea, 2002
- Poesie per Giovanni, Ventimiglia, Philobiblon, 2007

### Traduzioni e curatele
- Gustave Flaubert, Tre racconti (Trois Contes), Collana Universale, Torino, Einaudi, 1944; Milano, Mondadori, 1956; Collana Centopagine n.62, Einaudi, 1980.
- Eugène Delacroix, Diario (1822-1863), Torino, Chiantore, 1945; Torino, Einaudi, 1994; Milano, Abscondita, 2004.
- Béatrix Beck, Léon Morin, prete, Torino, Einaudi, 1954.
- Didone ritrovata, Torino, Paravia, 1971. (introduzione al IV libro dell'Eneide di Virgilio)
- Gustave Flaubert, L'educazione sentimentale. Storia di un giovane, Collana Scrittori tradotti da scrittori, Torino, Einaudi, 1984.
- Giovanni Testori, Maestro no. Intervista a cura di Antonio Ria, presentazione di Giovanni Raboni, con testi di Franco Branciaroli, Lalla Romano, Novara, Interlinea, 2004.